# 山西国民兵军官教导团
山西国民兵军官教导团，简称教导团，是1936年秋中共中央北方局派薄一波等到山西开展统战工作，取得阎锡山同意后组织的人民抗日武装，以知识青年为主，为创建山西新军作了干部准备。

## 编制
共组建十个团。
山西国民兵军官教导团第十团（简称教十团）：1937年5月在山西省寿阳县成立，共1600人。团长是旧军官，政治处主任是共产党员戎子和。8月，教十团改编为山西青年抗敌决死第三总队，总队长由原教十团团长担任，戎子和任政委兼政治主任。12月，第三总队和教六团、教七团一部分组建山西青年抗敌决死第三纵队，

## 成员
- 戎子和，山西国民兵军官教导团第十团政治处主任，中共党员，山西牺牲救国同盟会创始人之一。
- 杨绍曾，山西国民兵军官教导团第十团政治干事，中共党员，曾任第五机械工业部副部长。
- 李洪通，山西国民兵军官教导团第十团学员,中共党员，曾任云南航天管理局副局长。
- 王黎生少将，山西国民兵军官教导团第九团第十二连指导员，曾任山西省军区政治部组织部部长、干部部部长、山西省军区雁北军分区第一政治委员、69军政治部主任、山西省军区政治部主任、山西省军区副政委。
- 胡荣贵少将，山西民兵军官教导团第九团第七连指导员，中共党员，曾任云南军区政治部副主任、主任，昆明军区政治部主任，昆明军区副政治委员。
- 杨文安少将，考入山西国民兵军官教导团学兵队，曾任中国人民解放军防空军高射炮指挥部参谋长、副司令员，空军技术部副部长，空军高射炮兵指挥部副司令员兼党委副书记。
- 张子明少将，山西国民兵军官教导团政训干事，曾任解放军军事工程学院教育部副部长、教育长、副政治委员、昆明军区副政治委员、铁道兵副政治委员。
- 谢国玺，考入山西国民兵军官教导团，死于十二月事变，建国后遗骨迁葬阳城太岳烈士陵园。
- 王贵廷，考入山西国民兵军官教导团，1938年牺牲。
- 翟立高，考入山西国民兵军官教导团，1943年牺牲。
- 郑翰，考入山西国民兵军官教导团第八团。
- 彭国珩，山西国民兵军官教导团第八团政训处干事，后任处长，1940年春去延安学习途中牺牲。
- 阎稚新，考入山西国民兵军官教导团，曾任国际红十字会板门店小组中方代表、总政治部组织部政工条例处处长、总政治部组织部部长。
- 杨益年，考入山西国民兵军官教导团第八团，曾任解放军海军团政委[2]。
- 强智慧，考入山西国民兵军官教导团第八团，曾任山西化肥公司经理。
- 高丕钦，考入山西国民兵军官教导团第八团，解放军高级军官。